# چشمه (مانه و سملقان)
چشمه، روستایی از توابع بخش مرکزی شهرستان مانه و سملقان شهرستان مانه و سملقان در استان خراسان شمالی ایران است.

## جمعیت
این روستا در دهستان جیرانسو قرار دارد و براساس سرشماری مرکز آمار ایران در سال ۱۳۸۵، جمعیت آن ۵۳۱ نفر (۱۱۸ خانوار) بوده‌است.